# 金允哲
金允哲（韓語：김윤철，1966年11月1日—），韓國電視劇導演。

## 作品

### 電視劇
- 2005年：MBC《我叫金三順》
- 2007年：MBC《順其自然》
- 2012年：JTBC《我們可以結婚嗎》
- 2014年：JTBC《我們可以相愛嗎》
- 2016年：JTBC《Madame Antoine》
- 2017年：JTBC《有品位的她》
- 2018年：tvN《雞龍仙女傳》
- 2022年：TV朝鮮《魔女寶刀未老》

### 電影
- 2009年：《婚宴之後》

## 外部連結
- NAVER搜索 （页面存档备份，存于）